# Laichberg
Der Laichberg ist ein 710 m hoher Berg im Bayerischen Alpenvorland östlich von Andechs. Der bewaldete höchste Punkt, über den die Gemeindegrenze von Andechs und Starnberg verläuft, ist nur weglos erreichbar.